# لابد أن الآلهة مجنونة
لابد أن الآلهة مجنونة (بالإنجليزية: The Gods Must Be Crazy) هو فيلم كوميدي من تأليف وإخراج جيمي أويس وبطولة Nǃxau ǂToma، ماريوس وايرز وساندرا برينسلو. صدر الفيلم في 10 سبتمبر 1980. وتلاه فيلم لابد أن الآلهة مجنونة (2) سنة 1989.

## وصلات خارجية
- لابد أن الآلهة مجنونة على موقع IMDb (الإنجليزية)
- لابد أن الآلهة مجنونة على موقع ميتاكريتيك (الإنجليزية)
- لابد أن الآلهة مجنونة على موقع الموسوعة البريطانية (الإنجليزية)
- لابد أن الآلهة مجنونة على موقع روتن توميتوز (الإنجليزية)
- لابد أن الآلهة مجنونة على موقع نتفليكس (الإنجليزية)
- لابد أن الآلهة مجنونة على موقع ألو سيني (الفرنسية)
- لابد أن الآلهة مجنونة على موقع أول موفي (الإنجليزية)
- لابد أن الآلهة مجنونة على موقع فيلمافينيتي (الإسبانية)
- لابد أن الآلهة مجنونة على موقع قاعدة بيانات الأفلام السويدية (السويدية)
- لابد أن الآلهة مجنونة على موقع قاعدة بيانات الفيلم (الإنجليزية)